# Bárcena (Villa Nueva)
Bárcena, es una localidad que pertenece al municipio de Villa Nueva, departamento de Guatemala, Guatemala. Está asentada en el suroeste del Valle de La Virgen, a una distancia de 4 kilómetros del centro de la Cabecera Municipal de Villa Nueva y a 19 kilómetros del centro de la ciudad capital. También es conocida como Barcenas, aunque su nombre oficial es sin la letra "s" al final y con tilde en la primera "a". Sus terrenos constituyen parte de la zona 3 del municipio villanovano y colinda al este con la zonas 2 del municipio, al sur con el municipio de Amatitlán, y al oeste y norte con el departamento de Sacatepéquez.
Su principal localidad es la aldea Bárcena que cuenta con la mayoría de habitantes.

## Historia
En la época prehispánica, esta región estaba habitada por mayas de la etnia Poqomam. Después de la conquista, los españoles se repartieron las tierras de los indígenas, convirtiéndose en grandes terratenientes. El primero en adueñarse de estos territorios fue el capitán Sebastián de Loaysa, quien se las cede luego al Maestre de Campo, Manuel de la Bárcena y Muñoz, (apellido que dio nombre a estas tierras). Ambos fueron Regidores de la entonces Capitanía General de Guatemala (comprendía los actuales países de Guatemala, Belice, El Salvador, Honduras, Nicaragua y Costa Rica, así como el estado mexicano de Chiapas y la provincia panameña de Chiriquí), cuya capital era Santiago de los Caballeros, actualmente La Antigua Guatemala. Después de la Revolución Liberal pasaron a ser propiedad de Don José María Samayoa. En el tiempo de la dictadura de Jorge Ubico fueron embargadas por el Banco de Guatemala, debido a una deuda hipotecaria. 
En 1944 son trasladadas a esta finca las instalaciones de la actual Escuela Nacional Central de Agricultura ENCA, en donde se forma a Peritos Agrónomos forestales, y a partir del año 2022, ingresará la primera promoción de Peritos Agroindustriales de la Centenaria Escuela Nacional Central de Agricultura -ENCA-.

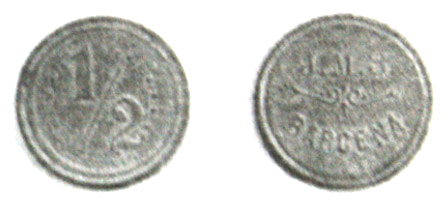
Moneda de medio jornal de la antigua Finca Bárcena

## Categoría de aldea
Como población, Bárcena era un caserío adyacente a la aldea Lo de Ramírez. También se le conocía con el nombre de La Ranchería, entre los estudiantes de la Escuela de Agricultura, pues las primeras viviendas que se construyeron en este lugar, eran ranchos circulados con adobe, o cañas de milpa, y con techos de paja, que pertenecían a los mozos de Escuela de Agricultura (actual ENCA), quienes venían a trabajar a la Escuela, y les cedían un sitio para que construyeran su vivienda.
El crecimiento de la población, y el deseo de los fundadores del Comité Pro-Mejoramiento de Bárcena, hizo que este lugar fuera elevado a la categoría de "aldea" por medio de un acuerdo gubernativo, emitido el 8 de diciembre de 1969. La publicación de este acuerdo fue hecha en el Diario Oficial, el día 11 de diciembre del mismo año.

## Clima
Por su elevación sobre el nivel del mar (1500 metros), Bárcena goza de un clima subtropical de tierras altas. El clima es generalmente suave y primaveral a lo largo del año. La temporada de lluvias se extiende de mayo a octubre, mientras que la estación seca abarca de noviembre a abril. Para los meses fríos entre noviembre y febrero las temperaturas mínimas pueden llegar hasta los 3 °C y las máximas no sobrepasar los 20 °C, siendo -3 °C la temperatura más baja registrada históricamente y 33 °C la máxima. La humedad relativa a media mañana es del 84% y por la noche del 64%. El Promedio de punto de rocío es de 12 °C.
| Parámetros climáticos promedio de Bárcena, Villa Nueva, Guatemala. | Parámetros climáticos promedio de Bárcena, Villa Nueva, Guatemala. | Parámetros climáticos promedio de Bárcena, Villa Nueva, Guatemala. | Parámetros climáticos promedio de Bárcena, Villa Nueva, Guatemala. | Parámetros climáticos promedio de Bárcena, Villa Nueva, Guatemala. | Parámetros climáticos promedio de Bárcena, Villa Nueva, Guatemala. | Parámetros climáticos promedio de Bárcena, Villa Nueva, Guatemala. | Parámetros climáticos promedio de Bárcena, Villa Nueva, Guatemala. | Parámetros climáticos promedio de Bárcena, Villa Nueva, Guatemala. | Parámetros climáticos promedio de Bárcena, Villa Nueva, Guatemala. | Parámetros climáticos promedio de Bárcena, Villa Nueva, Guatemala. | Parámetros climáticos promedio de Bárcena, Villa Nueva, Guatemala. | Parámetros climáticos promedio de Bárcena, Villa Nueva, Guatemala. | Parámetros climáticos promedio de Bárcena, Villa Nueva, Guatemala. |
| Mes                                                                | Ene.                                                               | Feb.                                                               | Mar.                                                               | Abr.                                                               | May.                                                               | Jun.                                                               | Jul.                                                               | Ago.                                                               | Sep.                                                               | Oct.                                                               | Nov.                                                               | Dic.                                                               | Anual                                                              |
| ------------------------------------------------------------------ | ------------------------------------------------------------------ | ------------------------------------------------------------------ | ------------------------------------------------------------------ | ------------------------------------------------------------------ | ------------------------------------------------------------------ | ------------------------------------------------------------------ | ------------------------------------------------------------------ | ------------------------------------------------------------------ | ------------------------------------------------------------------ | ------------------------------------------------------------------ | ------------------------------------------------------------------ | ------------------------------------------------------------------ | ------------------------------------------------------------------ |
| Temp. máx. abs. (°C)                                               | 27                                                                 | 29                                                                 | 30                                                                 | 33                                                                 | 31                                                                 | 30                                                                 | 29                                                                 | 29                                                                 | 29                                                                 | 28                                                                 | 28                                                                 | 28                                                                 | 29                                                                 |
| Temp. máx. media (°C)                                              | 21                                                                 | 23                                                                 | 25                                                                 | 25                                                                 | 25                                                                 | 23                                                                 | 23                                                                 | 23                                                                 | 22                                                                 | 22                                                                 | 22                                                                 | 21                                                                 | 22                                                                 |
| Temp. mín. media (°C)                                              | 8                                                                  | 10                                                                 | 13                                                                 | 15                                                                 | 16                                                                 | 16                                                                 | 16                                                                 | 15                                                                 | 15                                                                 | 13                                                                 | 11                                                                 | 9                                                                  | 13                                                                 |
| Temp. mín. abs. (°C)                                               | -3                                                                 | 2                                                                  | 4                                                                  | 7                                                                  | 9                                                                  | 10                                                                 | 11                                                                 | 10                                                                 | 7                                                                  | 6                                                                  | 3                                                                  | -1                                                                 | 6                                                                  |
| Precipitación total (mm)                                           | 2.0                                                                | 1.1                                                                | 11.7                                                               | 50.9                                                               | 141.9                                                              | 211.8                                                              | 415.1                                                              | 278.3                                                              | 220.2                                                              | 165.9                                                              | 32.0                                                               | 2.5                                                                | 1533.4                                                             |
| Fuente: 2007                                                       |                                                                    |                                                                    |                                                                    |                                                                    |                                                                    |                                                                    |                                                                    |                                                                    |                                                                    |                                                                    |                                                                    |                                                                    |                                                                    |

## Colonias y residenciales
Últimamente se han construido en sus alrededores un sinnúmero de colonias residenciales, lo que ha causado que Bárcena crezca en población. La aldea Lo de Ramírez es considerada parte de la comunidad barceña, aunque siempre han mantenido su autonomía cultural y religiosa. Entre sus colonias y asentamientos más representativos cabe resaltar los siguientes:
- Bárcena (Casco Central)
- Lo de Ramírez
- Ciudad Santa Clara
- Aldea El Tablón
- Colonia San Luis
- Colonias Primavera I y II
- Colonia San Miguelito
- Sector "El Zope"
- Colonia del Maestro II "Ulises Rojas"
- Altos de Bárcenas I, II, y III
- Colonia de Maestros del ITA (ACTUAL ENCA), conocida como "El Escudo")
- Planes de Bárcenas
- Colonia Los Olivos
- Sector "Las Nubes"
- Colonia Peña de Oro
- Carmen del Monte
- Campo Bello
- Colonia Los Tanques
- Complejo Delta Bárcena
- Colonia la Esperanza
- Entre otras...

## Deporte

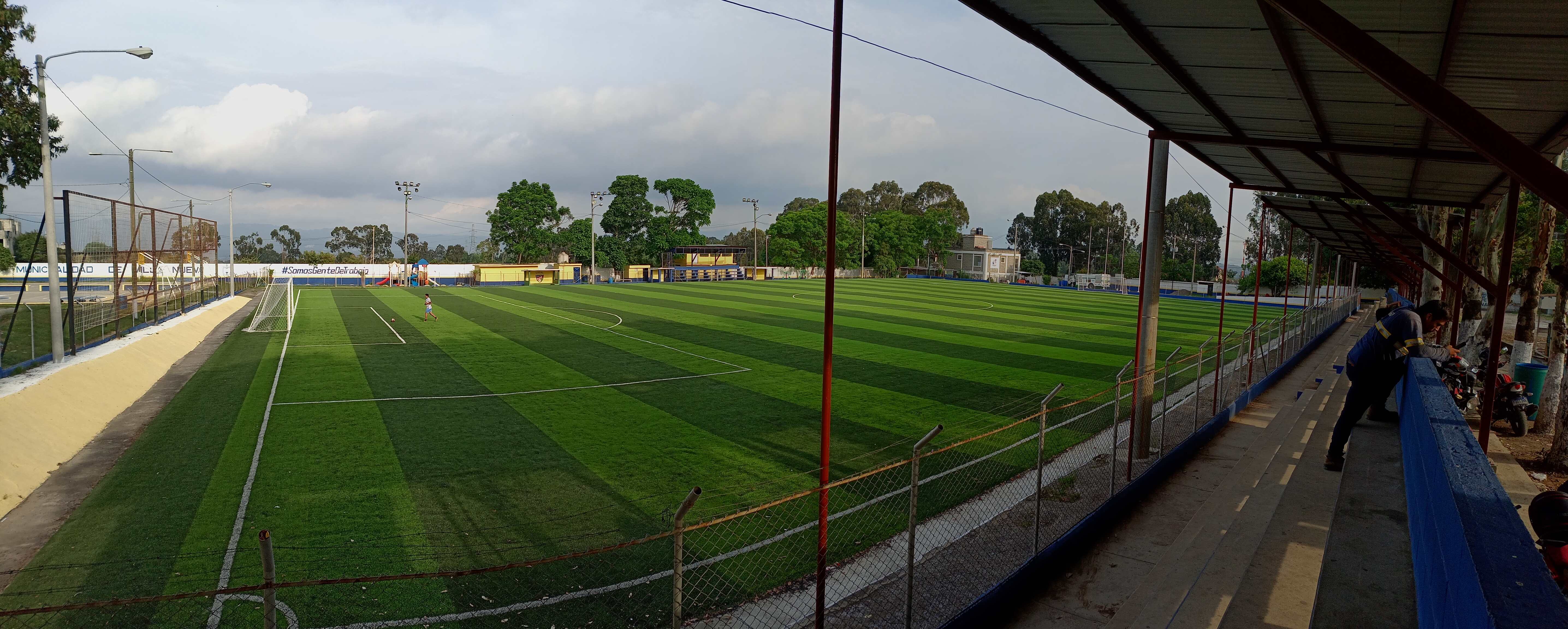
Estadio municipal de Bárcena.

El fútbol, es el deporte más popular en la comunidad y cuenta con un equipo masculino en la Tercera División denominado "LDB", Liga Deportiva Bárcena; la sede del equipo es el "Estadio de Bárcena", cuyo césped es de grama artificial. La liga de fútbol local está formada con 45 equipos, divididos en 3 categorías. También se llevan a cabo campeonatos de papi fútbol, básquetbol y monta de toros (jaripeo). Bárcenas tiene su propio Club Deportivo que milita en la tercera división.

## Servicios

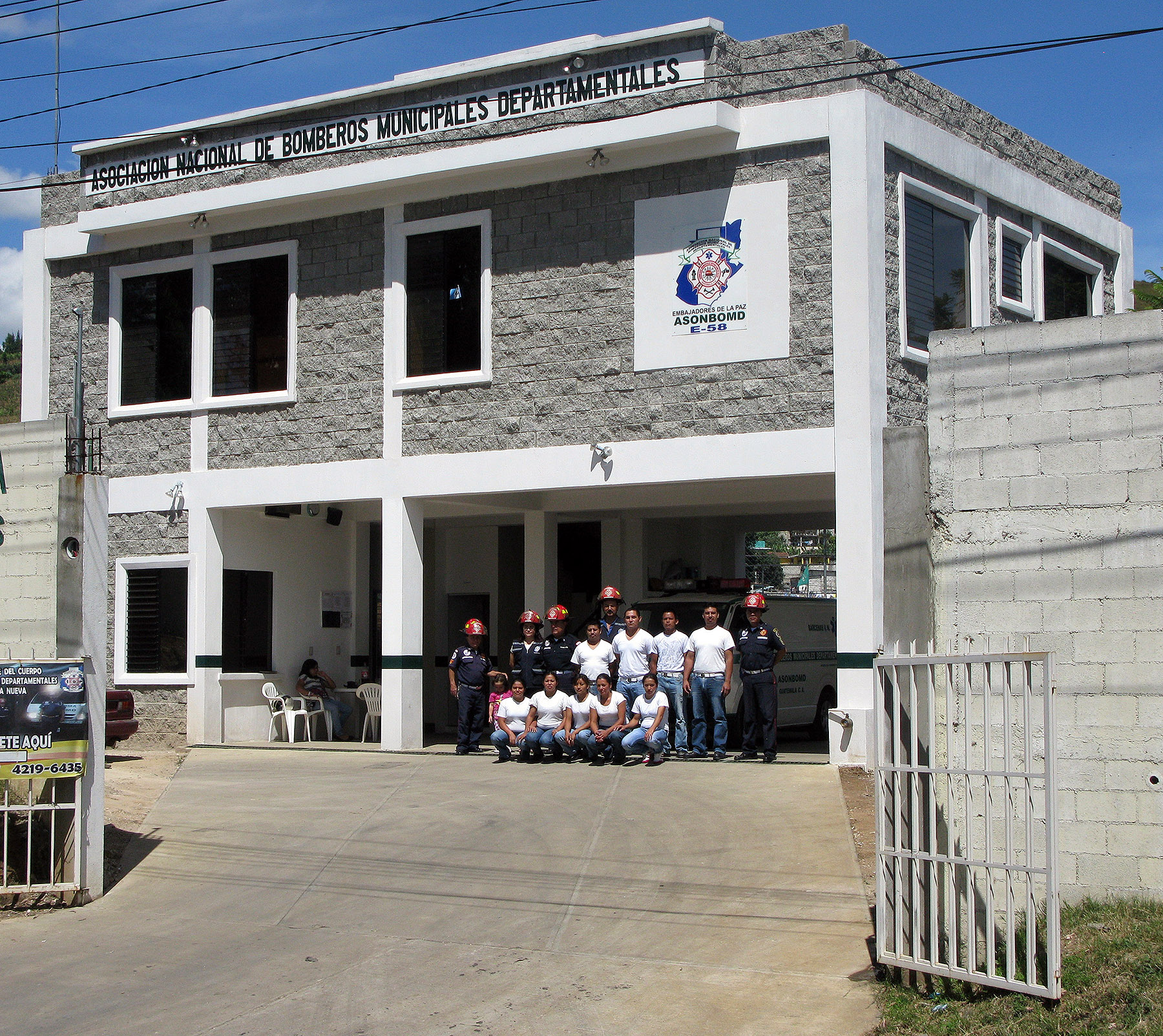

La comunidad cuenta con una estación de Bomberos Municipales Departamentales, subestación de Policía Nacional Civil, Cementerio General, Estadio de Fútbol, Salón Comunal, mercado, supermercados, gasolinera, iglesias de distintos credos, planta de tratamiento de aguas negras, una Escuela Nacional de Educación Primaria, varios colegios privados que imparten todos los niveles educativos, la Escuela Nacional Central de Agricultura, etc.

## Hidrografía

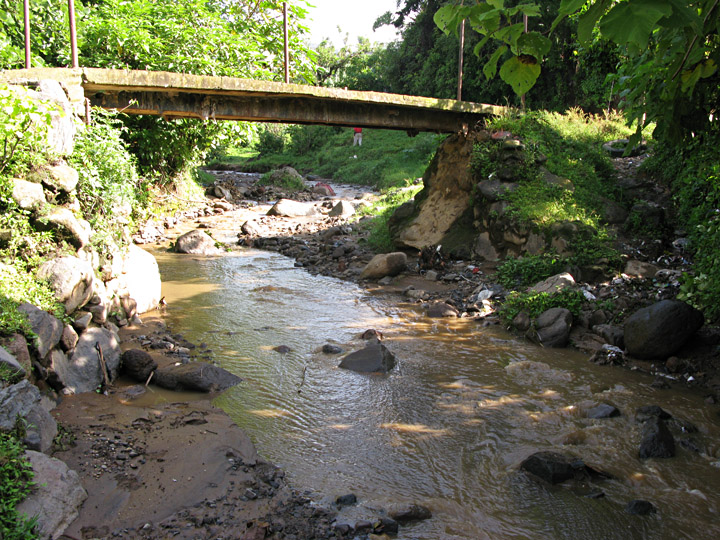

Entre la aldea y la parcelación de la comunidad, fluye el Río Platanitos, afluente del Lago de Amatitlán, que vio disminuido su caudal después de la construcción del proyecto Xayá Pixcayá que abastece de agua potable a la Ciudad de Guatemala. Lamentablemente por su cauce, desde 1978, solamente circulan aguas negras y desechos sólidos que van a parar al lago, acelerando el deterioro de éste.
Años atrás, las aguas del río eran cristalinas que albergaban y daban vida a diferentes especies de animales, y eran utilizadas para el consumo humano; pero debido al crecimiento de la población y a la cantidad de empresas que se han establecido en sus riveras, sus aguas se han visto contaminadas y no se vislumbra nada que ayude a contrarrestar esta situación.

## Arte y cultura

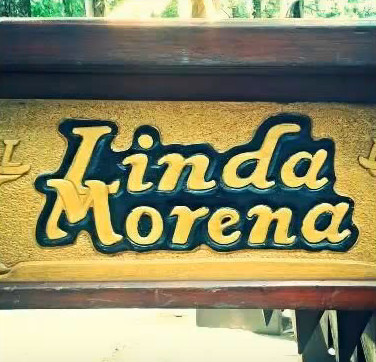
Marimba Mi Linda Morena - Aldea Bárcena.

###### Marimba
Bárcena, ha producido artistas en muchos campos del arte contemporáneo, el grupo de marimba 'Mi Linda Morena' es uno de los orgullos de la localidad, ya que su amplia trayectoria de conciertos de marimba, en diversos puntos del país, hacen resonar el nombre de la localidad. Por sus filas han pasado grandes marimbistas y actualmente, sus jóvenes integrantes, son dirigidos y enseñados por el Maestro Marimbista, Roberto Cozajay Subuyuj.

Libro: Historia, tradiciones y leyendas de Bárcena

###### Literatura
La literatura, es otro campo artístico que viene en auge dentro de la comunidad, el libro "Historia, Tradiciones y Leyendas de Bárcena" es quizá, el más conocido de la localidad, en él se cuenta las anécdotas e historias de como era Bárcena en tiempos pasados. En sus páginas se describen hechos y acontecimientos históricos de Bárcena, así como también algunas de las tradiciones, costumbres y leyendas que han pasado de generación en generación, a lo largo de los años. El libro fue realizado por el escrito Mario Ramos, oriundo de la localidad. 

## Productos y comercio

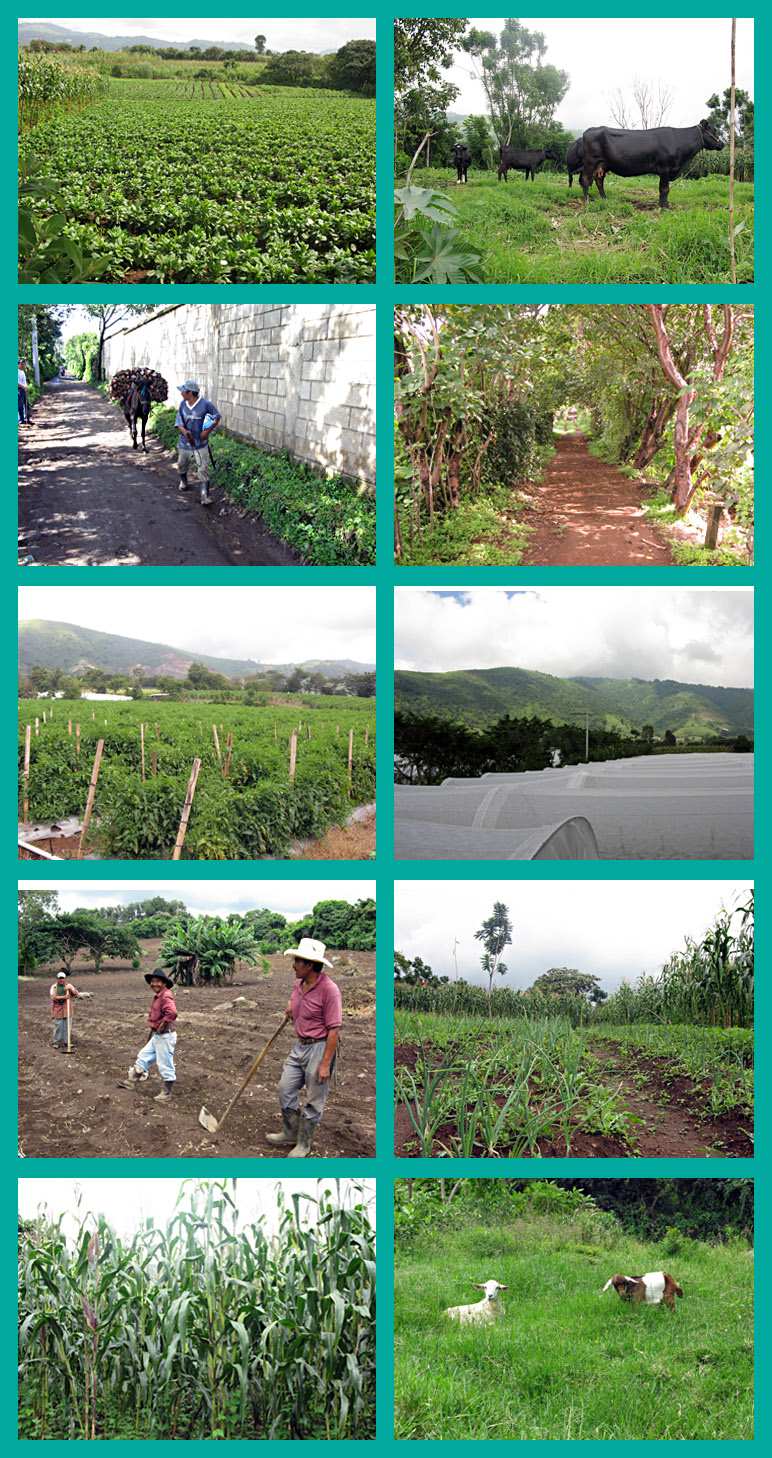
Produccíon Agrícola y Ganadera de Bárcena

Desde que la finca pasó a ser del Estado, a cada familia se le entregaba una porción de tierra en el parcelamiento adjunto a la aldea, el cual llega hasta las montañas de "El Chifle", las que son la colindancia con Sacatepéquez. Después de la Revolución de 1944 a cada núcleo familiar se le proporcionaron 24 manzanas de tierra con el objetivo de crear economías agrícolas de excedencia, donde no sólo cultivaran para sobrevivir, sino para elevar su nivel de vida (ejemplo de ello son los parcelamientos "la Máquina y "La Nueva Concepción" en el departamento de Escuintla, que mantienen aún esa estructura); pero al ser derrocado el coronel Jacobo Árbenz en 1954, les quitaron a los aldeanos la mayoría de tierra, dejándoles sólo 4 manzanas y el resto fueron entregadas a los partidarios del golpista Carlos Castillo Armas. 

Los cultivos tradicionales son: maíz, frijol, cebolla, tomate, flores y pepino. Actualmente las plagas y el cambio climático han modificado la forma de cultivo y han aumentado los costos, por lo que muchos han decidido vender sus parcelas y dedicarse ha otras actividades. Las parcelas vendidas han sido convertidas en colonias, lo que hace que el paisaje vaya transformándose continuamente. Lo producido en las parcelas es usado para consumo propio o para ser comercializado en los mercados de Villa Nueva o de la Central de Mayoreo de Guatemala CENMA. 

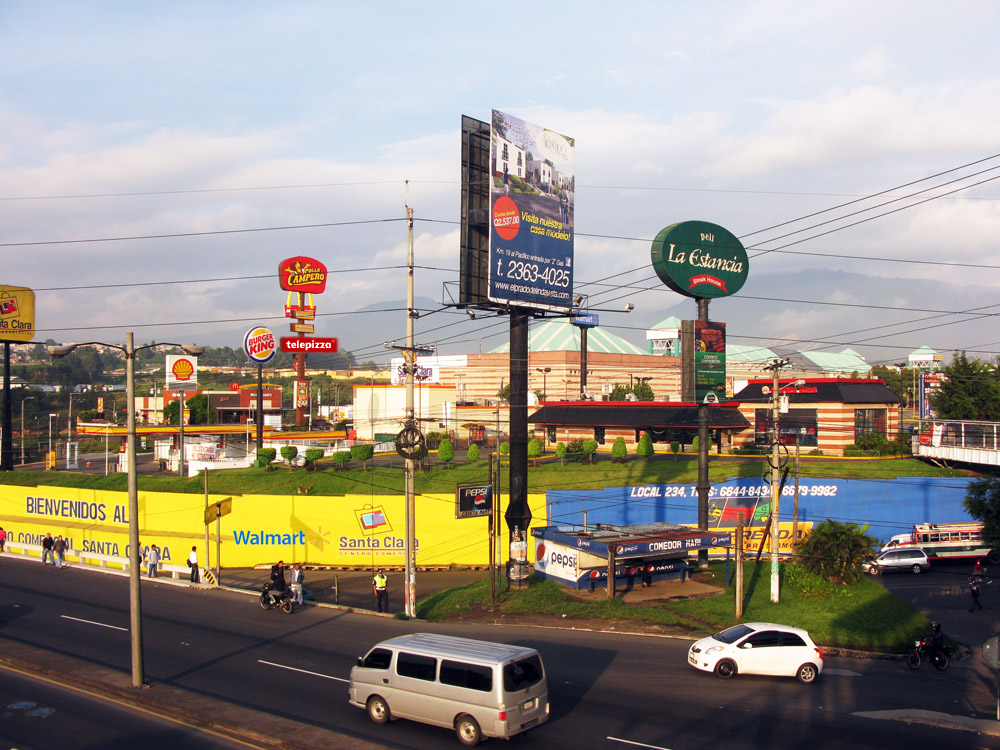
Centro Comercial Santa Clara, en el acceso a Bárcena.

El comercio y los servicios de la zona se vieron aumentados con la construcción de un centro comercial en el acceso a Bárcena, (en los terrenos que pertenecen a la vecina Finca de Santa Clara). En este centro comercial se encuentran casi todos los servicios, además de un hipermercado de una cadena internacional.

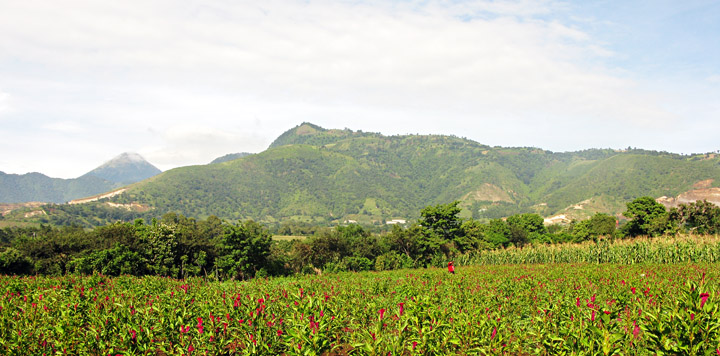
Montañas del Chifle, al fondo el "Volcán de Agua"

## Religión
Las iglesias que más fieles congregan son la Católica y la Evangélica (en sus distintas denominaciones), aunque también existe la Iglesia de Jesucristo de los Santos de los Últimos Días y los Testigos de Jehová.
| Iglesias en Bárcena | Iglesias en Bárcena    | Iglesias en Bárcena | Iglesias en Bárcena                       |
| ------------------- | ---------------------- | ------------------- | ----------------------------------------- |
| Católicas           | Cristianas Evangélicas | Testigos de Jehová  | Iglesia de los Santos de los últimos días |
| 6                   | 23                     | 5                   | 1                                         |

## Fiesta patronal
La fiesta patronal es el 8 de diciembre en honor a la Inmaculada Concepción de María. 
Durante nueve meses del año, réplicas de la imagen de la patrona son llevadas a los diferentes hogares de la aldea. La imagen es llevada en posadas que inician a mediados de abril y concluyen el día 6 de diciembre que es cuando la imagen retorna a su templo.
El día 7 de diciembre se lleva a cabo la tradicional procesión de la Inmaculada Concepción, la imagen es la misma que bendice los hogares durante nueve meses, pero esta vez sale a bendecir las calles y avenidas de Bárcena y Ramírez, siendo esta una de las procesiones con mayor recorrido de la aldea. La procesión sale el día 7 entre 15:00 y 16:00 horas y retorna a su templo en la madrugada del 8 de diciembre con alegre repique de campanas y bombas pirotecnias que anuncian el ingreso de la procesión.
El 8 de diciembre es el día de la festividad principal. Se lleva a cabo la Solemne Eucaristía recordando el Dogma de la Inmaculada Concepción de María, la Imagen Patronal del Altar Mayor luce sus mejores galas, mientras en el atrio y los alrededores del templo se llevan a cabo varias actividades con motivo de la celebración mariana. Al anochecer, la quema del tradicional torito y luces pirotécnicas dan por concluido un año más de actividades.

## Capilla Concepción de Bárcena
Antiguamente, Bárcena contaba con una capilla elaborada con ladrillos de arcilla, la obra fue concluida gracias a la ayuda de Obras Públicas, y por manos de los mismos albañiles de la aldea, dirigidos por el Maestro de Obras Víctor Betancourth, pero con el tiempo, aquella capilla fue deteriorándose y la capacidad que tenía ya no era suficiente para albergar a todos los fieles que en ella se congregaban. Por eso fue necesario construir una nueva capilla a un costado de la que ya existía. La nueva capilla comenzó a construirse en el año 2012 y fue inaugurada el día 8 de diciembre de 2015 por Monseñor Óscar Julio Vian Morales, quien también fue la persona que colocó la primera piedra en el altar de la nueva capilla. Esta nueva capilla fue construida gracias a la colaboración de todo el pueblo y a las comunidades que conforman la filial parroquial en Bárcena.

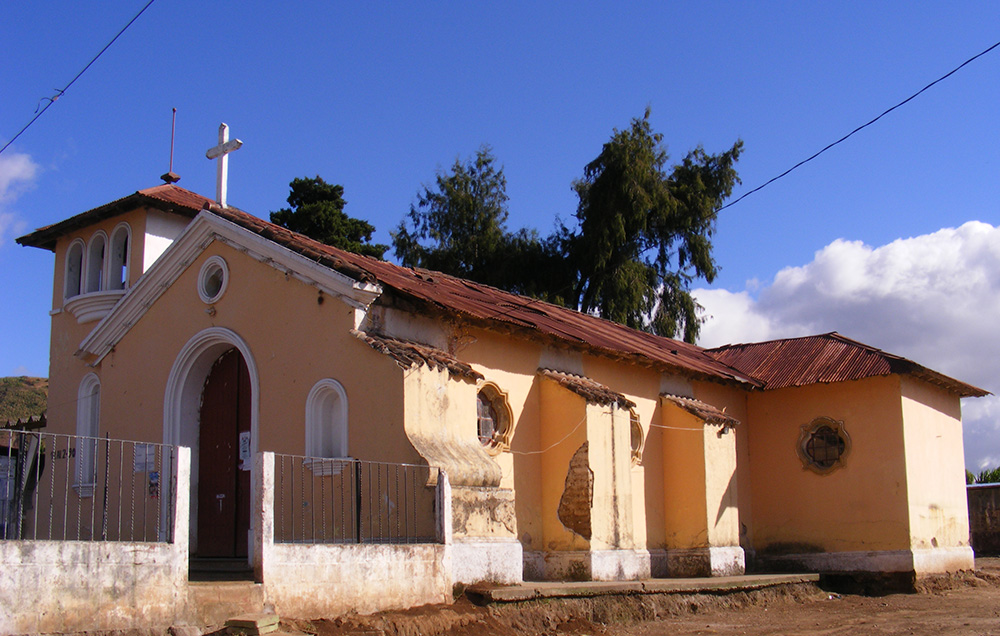
Antiguo Templo de Bárcena

## Inmaculada Concepción de Bárcena
La imagen patronal de la Inmaculada Concepción, que se venera en Bárcena, llegó a esta aldea en el año 1938, fue elaborada en los talleres de Julio Dubois y la imagen presenta rasgos propios de una niña de entre catorce y quince años de edad. Esta imagen ha salido en procesión extraordinaria en tres ocasiones, la primera de ellas fue el día 8 de diciembre del año 2007 para fomentar la devoción a la Inmaculada Concepción. La segunda procesión extraordinaria tuvo lugar el mismo día, pero esta vez en el año 2013 con motivo de la conmemoración de los 75 años de haber llegado a la aldea. Recientemente fue procesionada el 8 de diciembre del 2018 por haber cumplido 80 años de su arribo a Bárcena, siendo este uno de los cortejos procesionales que más fieles han congregado en las calles y avenidas que ha recorrido.
Existen anécdotas que cuentan cómo la Imagen Patronal ha salido en procesión desde su llegada a Bárcena, pero de esos magnos eventos ya no queda ningún registro en la actualidad.

## Tradiciones y actividades culturales
Las tradiciones más representativas son de carácter religioso, cívico y cultural, siendo las más importantes:

### Actividades religiosas
- Inmaculada Concepción de María.
- Procesión festiva de Corpus Christi.
- Rezados y novenas en honor a María Inmaculada y al Patriarca San José.
- Vía Crucis todos los viernes de Cuaresma.
- Cortejos Procesionales durante la Semana Mayor.

### Tradiciones culturales
- Coronación Señorita Flor de la Feria.
- Elección de Niña Bárcena
- Noches culturales.
- Desfile navideño-árbol navideño
- Fiesta en honor ala virgen de Guadalupe
- Festival de barriletes
- Tradicionales convites de diciembre (Concepción, guadalupano, navideños, asociación,)
- Fiestas de convites
- Palo encebado.
- Jaripeos y rodeos.
- Corridas de cintas.
- Desfile hípico.
- Desfile cívico (15 de septiembre).
- Desfile navideño.
- Inauguración del árbol navideño (Plaza la Santa Cruz - Iglesia lo de Ramírez).
- Convite de fieros (1 de noviembre).

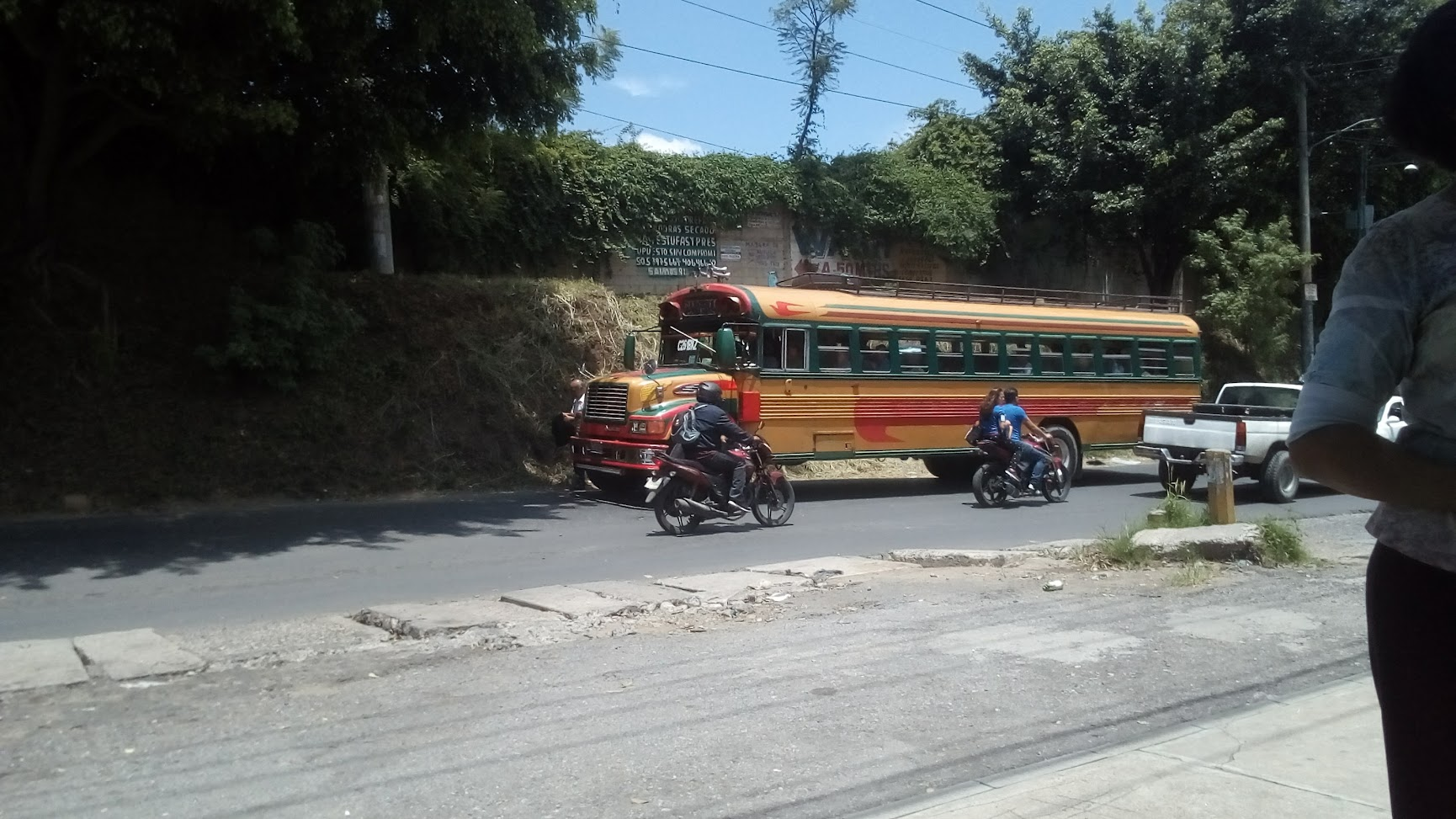
Autobús de la Asociación de Transportistas Extra urbanos de Barcena Villa Nueva (ATEB) con ruta de Bárcena a Centra Sur.

## Sistema de transporte
Bárcena incluye un sistema de autobuses que circulan por el municipio de Villa Nueva. Una de las rutas termina en Centra Sur conectando con el Transmetro, TransMIO, entre otras rutas y empresas de transporte.